# Realty Bites
«Realty Bites» (рус. Кусачая недвижимость) — девятый эпизод девятого сезона мультсериала «Симпсоны». Впервые вышел в эфир 7 декабря 1997 года. Сценарий написал Дэн Грини, а режиссёром серии стал Суинтон Скотт.

## Сюжет
Мардж жалуется Гомеру, что тот никуда её не водит. Гомер, пытаясь изменить ситуацию, отводит её на аукцион вещей, конфискованных у преступников. Там он покупает машину-«Бандита» Змея Джейлбёрда. Змей поклялся, что убьет того, кто купит её, а это значит, что у Гомера будут большие неприятности. А Мардж тем временем начинает заниматься недвижимостью. Ей удается сдать экзамен, и вместе с Лайнелом Хатцом она устраивается на работу в агентство «Красный Пиджак». Но на практике у неё ничего не получается. Хатц говорит ей, что для удачной продажи нужно приукрашивать описание домов, ведь одной правдой их не продать. В итоге Мардж продает Неду Фландерсу дом, в котором ранее совершались убийства, и этот дом считается проклятым, но Мардж, разумеется, этого Неду не рассказывает. За это Мардж получает на работе пиджак «Мастер».
Но вскоре угрызения совести заставляют Мардж сказать Фландерсам правду. Змей же тем временем решает вернуть свою машину и прыгает в неё с моста. Между Гомером и Змеем происходит драка за рулем, которую замечает шеф Виггам. В результате Фландерсы, которые, как оказалось, вполне не против жить в знаменитом «кровавом доме», все же возвращаются домой — вначале машина Гомера со Змеем, а потом и шефа Виггама врезаются в здание и полностью разрушают его. Мардж говорит Хатцу, что не может врать людям, и тот её увольняет. Но семья все равно гордится Мардж, ведь она не поступилась своими принципами, и это главное.